# Festival bunjevački’ pisama 2015.
Festival bunjevački’ pisama 2015. bio je petnaesto izdanje tog festivala.
Festival se održao 27. rujna 2015. u sportskoj dvorani Srednje tehničke škole „Ivan Sarić" u Subotici u 20 sati. Organizator je Hrvatska glazbena udruga "Festival bunjevački pisama". Izvedeno je 14 pjesama.
I ove je godine izostao revijalni dio festivala. Umjesto njega bila je petnaestominutna stanka predviđena za rad stručnog žirija i glasovanje publike.
Stručno prosudbeno povjerenstvo bili su:
Posebno stručno prosudbeno povjerenstvo bili su: Katarina Čeliković, Ljiljana Dulić, Ivana Petrekanić Sič, Tomislav Žigmanov i Milovan Miković
Izvođače je pratio festivalski orkestar kojim je dirigirala prof. Mira Temunović.
Glasovi publike bili su glasovi posjetitelja u dvorani i glasovi poslani putem SMS-a. Glasovanje SMS-om bilo je moguće odmah od početka izvođenja programa, tako da ako je slušatelj ocijenio da mu je neka pjesma najdraža, odmah je mogao poslati svoj glas ili više glasova.
Televizijski ga je prenosila subotička Televizija K23, a radijski Radio Subotica. Televizijski prijenos bio je i preko Interneta.
Nastupilo je 14 izvođača, od kojih je troje debitanata. Pjesme su bile izvedene ovim redom:
1. "Moja Bačka" – Ines Bajić – debitantica, uz prateće vokale Eminu Ibrahimović, Violetu Radić i Martinu Čeliković, Tekst: Marko Končar, Glazba: Marko Končar, Arr. Vojislav Temunović
2. "Ja i dalje vidim konje razigrane" – Milan Horvat – debitant, uz pratnju Narodnog orkestra "Rubato", harmonika solo: Tomislav Orčić, Tekst: Petar Kuntić, Glazba: Petar Kuntić, Arr. Tomislav Orčić
3. "Ognjište" – T. S. "Lengeri", Tekst: Jakov Relković, Glazba: Matija Temunović, Arr. Matija Temunović
4. "Sombor stari" – Stipan Parčetić – debitant, Tekst: Zvonko Markovinović, Glazba: Zvonko Markovinović, Arr. Marko Parčetić
5. "Tamburaška bajka" – Ante Crnković, Tekst: Josip Francišković, Glazba: Josip Francišković, Arr. Ante Crnković
6. "Bećarska je narav vedra" – T. S. "Ruže", Tekst: Stipan Bašić Škaraba, Glazba: Ninoslav Radak, Arr. Matija Temunović
7. "Neću čuvat' suze" – Tamara Babić, Tekst: Marija Horvat, Glazba: Tomislav Halasević, Arr. Vojislav Temunović
8. "Svirajte mi noćas moji derani" – Martin Vojnić Mijatov, Tekst: Uroš Manojlović, Glazba: Marko Parčetić, Arr. Marko Parčetić
9. "Sirotinjska pisma" – Lidija Ivković, Tekst: Marjan Kiš, Glazba: Marjan Kiš i Darija Kiš, Arr. Vojislav Temunović
10. "U mome selu skroz na kraju" – Ansambl Hajo, Tekst: Tomislav Vukov, Glazba: Tomislav Vukov, Arr. Marinko Piuković
11. "Mariška" – Marko Križanović, Tekst: Zlatko Nikolić, Glazba: Zlatko Nikolić, Arr. Zlatko Nikolić
12. "Sanjalica" – Ansambl Biseri, Tekst: Josip Francišković, Glazba: Josip Francišković, Arr. Ante Crnković
13. "Bunjevac sam" – Ladislav Huska, Tekst: Stipan Bašić Škaraba, Glazba: Pere Ištvančić, Arr. Pere Ištvančić
14. "Nije mi dano" – Ansambl Ravnica, Tekst: Nikola Jaramazović, Glazba: Nikola Jaramazović, Arr. Nikola Jaramazović.
Po ocjeni strukovnih sudaca za glazbu, pobijedila je pjesma: "Mariška" (glazba, tekst i aranžman Zlatko Nikolić, interpretacija Marko Križanović)
Drugu nagradu strukovnih sudaca dobila je skladba koju je skladao Ninoslav Radak, "Bećarska je narav vedra", koju je izveo ansambl "Ruže". 
Treću nagradu dobila je skladba "Sombor stari", koju je skladao Zvonko Markovinović, a izveo Stipan Parčetić.
Najbolja pjesma po izboru publike: "Mariška" (glazba, tekst i aranžman Zlatko Nikolić, interpretacija Marko Križanović)
Nagrada za najbolji do sada neobjavljeni tekst po izboru posebnog stručnog žirija:  Jakov Relković za pjesmu "Ognjište".
Nagrada za najbolji aranžman: Marko Parčetić za pjesmu "Svirajte mi noćas moji derani".
Nagrada stručnog žirija za najbolju interpretaciju: Lidija Ivković
Nagrada za najbolju debitanticu: Ines Bajić